# Robin Salo
Robin Salo (Espoo, Finlandia, 13 de octubre de 1998) es un jugador profesional finlandés de hockey sobre hielo que se desempeña en la posición de defensor izquierdo en New York Islanders, equipo de la National Hockey League (NHL).

## Carrera
Fue seleccionado en la segunda ronda en la NHL Entry Draft de 2017. En 2021 hizo su debut profesional con el equipo New York Islanders, donde lleva jugando dos temporadas.